# Istros (historien)
Pour les articles homonymes, voir Istros (homonymie).
Istros est un historien grec du IIIe siècle av. J.-C.,. On le dit originaire de Cyrène, mais il se peut qu'il soit originaire de Paphos ou encore de Macédoine, selon Suidas. Ses ouvrages sont tous perdus, à l'exception de quelques fragments, dont un relatif à la fondation de Milet est présent chez Jean Tzétzès, ou encore un autre chez Athénée de Naucratis au sujet des épouses de Thésée ; un autre fragment connu parle de l'exil d’Athènes de Xétifphon par Eubule : par son avis, c'est lui qui fait exilé et qui l'a rappelé,. 